# جوزپه کرولی
جوزپه کرولی (انگلیسی: Giuseppe Crivelli؛ 1900 – ۱۹۵۰ (۴۹−۵۰ سال)) قایقران روئینگ، و کشیش اهل ایتالیا بود.
وی در مسابقات کشوری و بین‌المللی در مجموع برندهٔ ۱ مدال طلا، ۱ مدال برنز شده‌است.